# Cappello di paglia

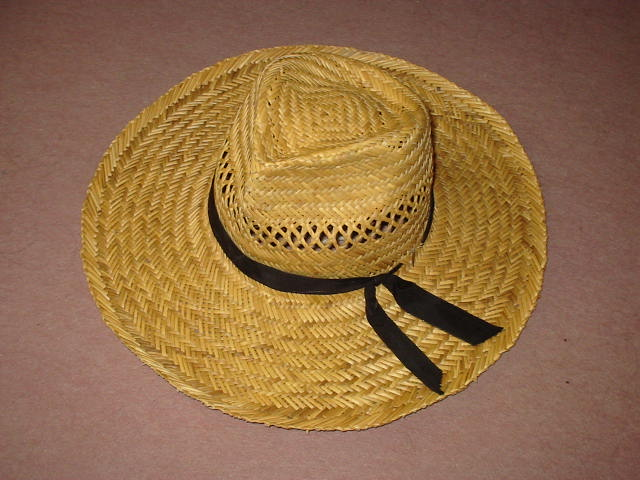
Un cappello di paglia.

Il cappello di paglia è un tipo di cappello, realizzato in paglia, di forma tonda e falde larghe e rigide. È un copricapo sia maschile che femminile. Le versioni femminili spesso sono decorate con dei nastri intorno alla cupola.

## Storia
Il cappello di paglia, rispetto agli altri tipi di cappello, presenta una storia a sé. Utilizzato da tempi immemorabili dalle popolazioni rurali, contadini e gente di campagna, per difendersi dal sole durante il lavoro. Nel XIX secolo il cappello di paglia inizia ad essere di moda, sia per gli uomini che per le donne. I principali luoghi di produzione di cappelli di paglia furono la Svizzera, Firenze e in particolare Signa (FI).
Varianti del cappello di paglia sono esistiti in Europa sin dall'antichità, in modelli a volte anche molto simili a quelli attuali, come testimoniano alcune rappresentazioni e dipinti.

## Varianti del cappello di paglia
- Paglietta
- Cappello di Panamá
- Cappello a cono di paglia

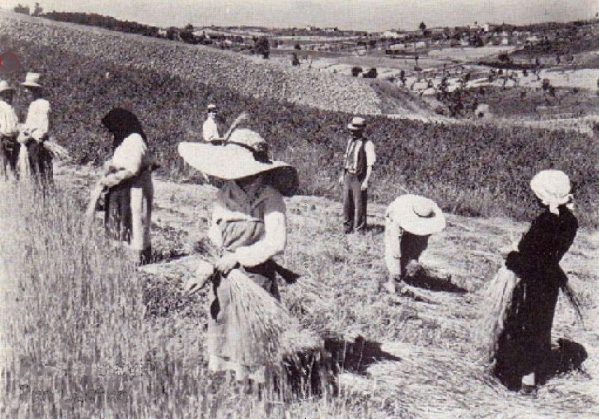
Raccolta della paglia in Toscana nel 1900.
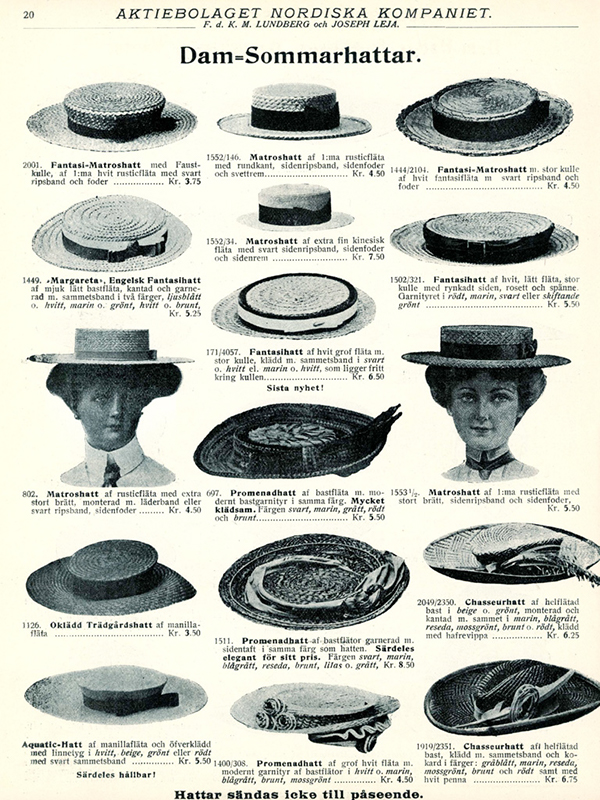
Cappelli di paglia per signore nel catalogo (1906) della Nordiska Kompaniet
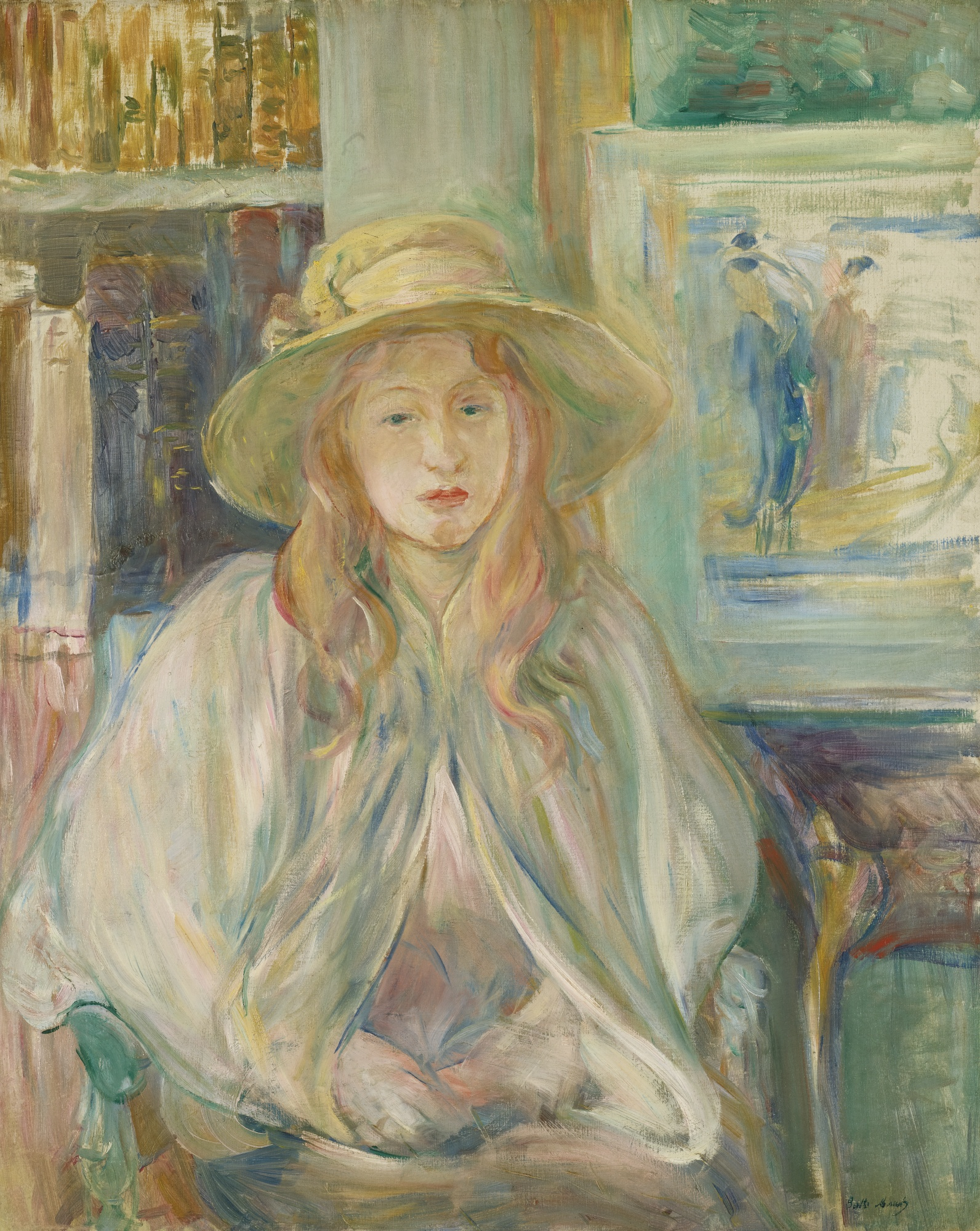
Fille au chapeau de paille, di Berthe Morisot (1892).